# جون أولدفيلد
جون أولدفيلد (بالإنجليزية: John Oldfield)‏ (19 أغسطس 1943 - 1 أكتوبر 2002 بليدز في المملكة المتحدة) هو لاعب كرة قدم أيرلندي في مركز حراسة المرمى. لعب مع برادفورد سيتي ونادي كرو ألكساندرا وهدرسفيلد تاون ووولفرهامبتون واندررز.

## وصلات خارجية
- جون أولدفيلد على موقع قاعدة بيانات كرة القدم.إي يو (الإنجليزية)